# Inácio (Pologrudov)
Inácio (em russo:  Игнатий; nascido: Sérgio Gennadievitche Pologrudov, em russo:  Сергей Геннадьевич Пологрудов, transl. Sergei Gennadievitch Pologrudov; Irkutsk, RSFSR, URSS, 25 de março de 1956) é um religioso russo, bispo da Igreja Ortodoxa Russa, foi metropolita da Eparquia da Argentina e América do Sul de 2016 a 2020.

## Biografia
Sergei Gennadievitch Pologrudov nascem em Irkutsk em 25 de março de 1956. Graduou-se em física em 1978 pela Universidade Estatal de Irkutsk, e, após serviu como tenente da Forças Armadas Russas, comandando um pelotão sediado nos Países Bálticos. Foi dispensado em 1980 com o grau de primeiro-tenente e passou a trabalhar como engenheiro no centro de computação eletrônica do Instituto Siberiano de Energia. De 1983 a 1990, dirigiu o laboratório de cibernética médica do Centro Científico Russo para Cirurgia da Academia de Ciências Médicas da URSS. Foi batizado em 1988, aos 32 anos de idade, e em 27 de setembro de 1990 tornou-se noviço no Mosteiro do Espírito Santo em Vilnius, tornando-se diácono no mesmo dia. Foi tonsurado monge em 13 de abril de 1992 com o nome em homenagem a Santo Inácio Briantchaninov, sendo ordenado hieromonge em 10 de maio do mesmo ano e nomeado reitor do mosteiro em outubro. Em 2 de novembro de 1997, foi elevado a hegúmeno por ukaz do patriarca Aleixo II de Moscou, e por novo ukaz em 1 de março de 1998 arquimandrita na Catedral da Dormição, em Moscou.

### Episcopado
Em 29 de março de 1998, o arquimandrita Inácio foi consagrado bispo de Petropavlovski e Kamtchatka, e, em 2007, a eparquia foi elevada a arquieparquia, com ele como arcebispo. Em 22 de março de 2011, foi transferido para a eparquia de Khabarovske e Amur, sendo elevado a metropolita no dia 6 de outubro seguinte. Em 2014, graduou-se pela Universidade Psicológica e Pedagógica da Cidade de Moscou por sua tese "Modelo acmeológico do desenvolvimento pastoral". Em 3 de junho de 2016, foi indicado bispo para a Eparquia da Argentina e América do Sul.

### Aposentadoria
Em 11 de março, na Residência Patriarcal e Sinodal no Mosteiro Danilov em Moscou, Sua Santidade o Patriarca de Moscou e Toda a Rússia, Cirilo, liderou a primeira reunião do Santo Sínodo da Igreja Ortodoxa Russa em 2020. O Santo Sínodo discutiu o estado das coisas na Argentina e da América do Sul. Os membros do Sínodo decidiram aposentar o metropolita Inácio, em Moscou.
Por decreto do patriarca Cirilo, datado de 20 de julho de 2020, foi nomeado reitor da Igreja de São Nicolau de Mira em Derbenev.

## Prêmios

### Eclesiásticos
- Ordem de São Inocêncio, Metropolita de Moscou e Kolomna, grau II (25 de abril de 2006);[9]
- Ordem do Santo Abençoado Príncipe Daniel de Moscou, grau II (19 de setembro de 2010).[10]

### Outros
- Medalha da Ordem do Mérito da Pátria, grau II ( 28 de dezembro de 2000 ) - Pela grande contribuição ao fortalecimento da paz civil e ao renascimento das tradições espirituais e morais.[11]